# 99e méridien ouest
En géographie, le 99e méridien ouest est le méridien joignant les points de la surface de la Terre dont la longitude est égale à 99° ouest.

## Géographie

### Dimensions
Comme tous les autres méridiens, la longueur du 99e méridien correspond à une demi-circonférence terrestre, soit 20 003,932 km. Au niveau de l'équateur, il est distant du méridien de Greenwich de 11 021 km,.
Avec le 81e méridien est, il forme un grand cercle passant par les pôles géographiques terrestres.

### Régions traversées
En commençant par le pôle Nord et descendant vers le sud au pôle Sud, Le 99e méridien ouest passe par:
| Coordonnées          | Pays, territoire ou mer | Notes |
| -------------------- | ----------------------- | --- |
| 90° 00′ N, 99° 00′ O | Océan Arctique          | |
| 80° 06′ N, 99° 00′ O | Canada                  | Nunavut — Île Meighen |
| 79° 43′ N, 99° 00′ O | Canal de Peary (en)     | |
| 78° 49′ N, 99° 00′ O | Détroit de Hassel (en)  | |
| 78° 05′ N, 99° 00′ O | Canada                  | Nunavut — Île Ellef Ringnes |
| 77° 53′ N, 99° 00′ O | Etendue d'eau sans nom  | |
| 76° 40′ N, 99° 00′ O | Canada                  | Nunavut — Île Ricards et Île Bathurst |
| 75° 00′ N, 99° 00′ O | Canal de Parry          | Passe juste à l'ouest de Île de Young (en), Nunavut, Canada (à 74° 18′ N, 98° 50′ O) Passe juste à l'est de Île de Hamilton (en), Nunavut, Canada (à 74° 11′ N, 99° 08′ O) |
| 73° 59′ N, 99° 00′ O | Canada                  | Nunavut — Île de Russell (en), Île Mecham et Île du Prince-de-Galles |
| 71° 24′ N, 99° 00′ O | Détroit de Larsen (en)  | |
| 69° 58′ N, 99° 00′ O | Détroit de Victoria     | |
| 69° 09′ N, 99° 00′ O | Canada                  | Nunavut — Île du Roi-Guillaume |
| 68° 56′ N, 99° 00′ O | Golfe de la Reine-Maud  | |
| 68° 04′ N, 99° 00′ O | Canada                  | Nunavut — Île O'Reilly |
| 68° 01′ N, 99° 00′ O | Golfe de la Reine-Maud  | |
| 67° 43′ N, 99° 00′ O | Canada                  | Nunavut Manitoba — à partir de 60° 00′ N, 99° 00′ O, passe par le Lac Winnipeg |
| 49° 00′ N, 99° 00′ O | États-Unis              | Dakota du Nord Dakota du Sud — à partir de 45° 56′ N, 99° 00′ O Nebraska — à partir de 43° 00′ N, 99° 00′ O Kansas — à partir de 40° 00′ N, 99° 00′ O Oklahoma — à partir de 37° 00′ N, 99° 00′ O Texas — à partir de 34° 13′ N, 99° 00′ O |
| 26° 23′ N, 99° 00′ O | Mexique                 | Tamaulipas Nuevo León — à partir de 26° 05′ N, 99° 00′ O Tamaulipas — à partir de 25° 04′ N, 99° 00′ O San Luis Potosí — à partir de 22° 34′ N, 99° 00′ O Hidalgo — à partir de 21° 17′ N, 99° 00′ O Etat de Mexico — à partir de 20° 02′ N, 99° 00′ O Hidalgo — à partir de 19° 53′ N, 99° 00′ O Etat de Mexico — à partir de 19° 49′ N, 99° 00′ O Entité fédérale de Mexico — à partir de 19° 22′ N, 99° 00′ O Morelos — à partir de 19° 05′ N, 99° 00′ O Puebla — à partir de 18° 23′ N, 99° 00′ O Guerrero — à partir de 18° 15′ N, 99° 00′ O Puebla — à partir de 18° 23′ N, 99° 00′ O |
| 16° 35′ N, 99° 00′ O | Océan Pacifique         | |
| 60° 00′ S, 99° 00′ O | Océan Austral           | |
| 71° 40′ S, 99° 00′ O | Antarctique             | Liste des territoires non revendiqués |